# Senyoria de Schleiden
Schleiden fou una senyoria medieval del Sacre Imperi Romanogermànic centrada a la població de Schleiden a l'actual Renània del Nord-Westfàlia. Una branca de la mateix família governava la senyoria de Blankenheim, no gaire llunyana.

## Llista de senyors
- Conrad I vers 1140
- Gerard vers 1166
- Conrad II vers 1215
- Frederic I vers 1240
- Frederic II vers 1250
- Conrad III 1269-1306
- Frederic III 1306-1320
- Conrad IV vers 1345
- Joan I mort 1371
- Conrad V de Schleiden i Neuenstein 1366-1419
- Joan II 1419-1445
- A Manderscheid 1445